# Cuartetos de cuerda (Ligeti)

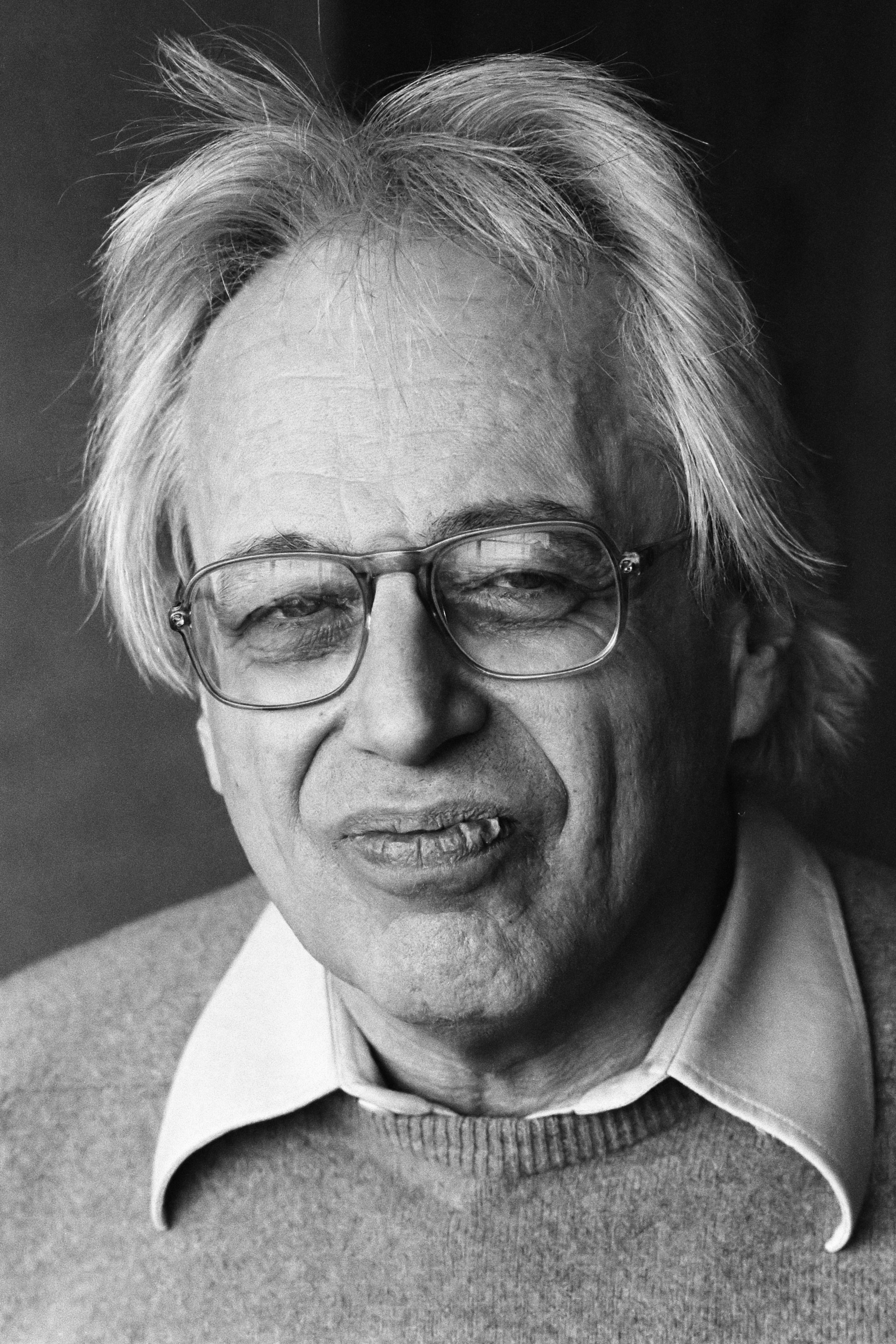
György Ligeti en 1984

El compositor húngaro György Ligeti publicó tres cuartetos de cuerda a lo largo de su vida: dos cuartetos de cuerda propiamente dichos (1953–54, 1968) y una pieza de su etapa de estudiante (1950) publicada hacia el final de su vida. Los dos primeros cuartetos de cuerda propiamente dichos representan tanto su período temprano, inspirado en Béla Bartók, como el período medio, que fue en gran parte micropolifónico.
En 2012, Bianca Ţiplea Temeș descubrió en la Paul Sacher Stiftung bocetos y notas para sus cuartetos de cuerda proyectados núms. 3 y 4, y representarían el período tardío de Ligeti.

## Andante y Allegretto
Estos dos movimientos fueron escritos para su examen de graduación de la Academia de Música Franz Liszt de Budapest, con una incertidumbre estilística. La pieza fue estrenada por el Arditti Quartet en 1994 en el Festival de Salzburgo. Los movimientos son de unos 13 minutos de duración total.
1. Andante cantabile
2. Allegretto poco capriccioso

## Cuarteto de cuerda n. ° 1 (Métamorphoses nocturnes)
El Cuarteto de cuerdas n.°1 de György Ligeti, titulado Métamorphoses nocturnes, se compuso entre1953 y 1954. Por tanto, es representativo de lo que el propio compositor solía llamar "el Ligeti prehistórico", en referencia a las obras que escribió antes de dejar Hungría en 1956. Ligeti se inspiró en gran medida para escribir este cuarteto en el tercer y cuarto cuartetos de Bartók, tanto que incluso el compositor húngaro György Kurtág lo llamó "séptimo cuarteto de cuerda de Bartók". Ligeti conocía estas obras solo por sus partituras, cuyas interpretaciones estaban prohibidas bajo los regímenes comunistas en ese momento.
El cuarteto tiene una duración aproximada de 21 minutos y fue estrenado en el Musikverein de Viena el 8 de mayo de 1958 por el Ramor Quartet, un conjunto que también había huido al exilio. La obra está escrita en un movimiento continuo, que se puede dividir en diecisiete secciones contrastantes:
1. Allegro grazioso
2. Vivace, capriccioso
3. Un tempo
4. Adagio, mesto
5. Presto - Prestissimo
6. Molto sostenuto - Andante tranquillo
7. Più mosso
8. Tempo di Valse, moderato, con elegancia, un poco capriccioso
9. Subito prestissimo
10. Subito: molto sostenuto
11. Allegretto, un poco gioviale
12. Allarg. Poco più mosso
13. Subito allegro con moto, string. poco a poco sin al prestissimo
14. Prestissimo
15. Allegro comodo, gioviale
16. Sostenuto, accelerando - Ad libitum, senza misura
17. Lento

## Cuarteto de cuerda No. 2
El Cuarteto de cuerdas n.° 2 de György Ligeti es una obra que se compuso entre febrero y agosto de 1968. Tiene aproximadamente 21 minutos de duración. Está dedicado al Cuarteto LaSalle, que dio su primera actuación en Baden-Baden el 14 de diciembre de 1969.
Los cinco movimientos difieren ampliamente entre sí en sus tipos de movimiento. En el primero, la estructura está muy dividida, como en Aventures. En el segundo, todo se reduce a una velocidad muy lenta, y la música parece venir de lejos, con gran lirismo. El pizzicato del tercer movimiento es otro de los estudios mecánicos y duros de Ligeti, en el que las partes que tocan notas repetidas crean un continuo "granulado". En el cuarto, que es rápido y amenazante, todo lo que sucedió antes se amontona. Por último, en fuerte contraste, el quinto movimiento se despliega. En cada movimiento, regresan las mismas configuraciones básicas, pero cada vez su color o punto de vista es diferente, de modo que la forma general solo emerge realmente cuando uno escucha los cinco movimientos en contexto.
El cuarteto consta de cinco movimientos:
1. Allegro nervoso
2. Sostenuto, molto calmo
3. Come un meccanismo di precisione
4. Presto furioso, brutale, tumultuoso
5. Allegro con delicatezza

## Cuartetos de cuerda núms. 3 y 4
En 2012, la musicóloga Bianca Ţiplea Temeș descubrió bocetos y notas para sus cuartetos de cuerda proyectados núms. 3 y 4 en la Paul Sacher Stiftung.
El tercer cuarteto fue encargado por el Festival d'automne de París y finalmente se planeó como una obra de un solo movimiento, como el primer cuarteto de cuerda, pero también se consideró que estaba en seis o tres movimientos, y los tres duraban aproximadamente 12' + 3'+ 6' minutos en total. La pieza estaría dedicada al Cuarteto Arditti, íntegramente microtonal, basada en el hipercromatismo de Gesualdo, e inspirada en ideas melódicas de Birmania, Uganda, Zimbabue, Java, Bali y Camerún. También se sugiere que todo el cuarteto estaría afinado en scordaturas basadas en parciales armónicos, similar al violín y la viola en el Concierto para violín de Ligeti.
El cuarto cuarteto estaría dedicado al Kronos Quartet y se inspiraría en ideas melódicas de Birmania, Camerún, Rumania y Hungría. Se proyectaba que el cuarteto tuviera un movimiento pizzicato, trémolo desigual, y la armonía también sería muy cromática, pero también espectral y con polirritmos complejos.

## Grabaciones
- György Ligeti Edition 1: Ligeti: String Quartets and Duets. Arditti String Quartet. Sony Classical, 1997.[8]
- Ligeti: String Quartets Nos. 1 & 2. Parker Quartet. Naxos, 2009.[9]
- Ligeti: String Quartets; Barber: Adagio. Keller Quartett. ECM, 2013.[10]